# Lorna Slater

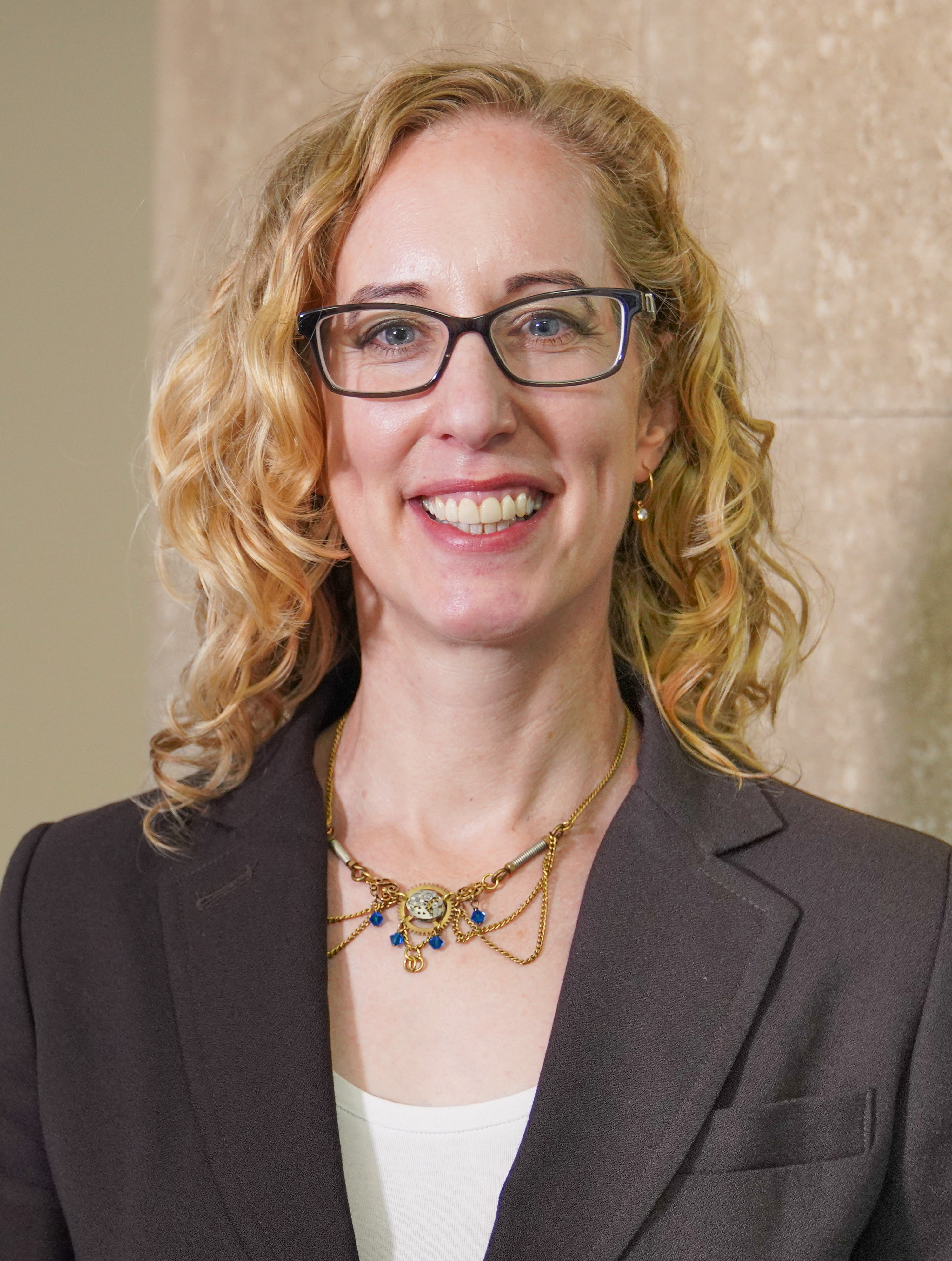
Lorna Slater

Lorna Slater (* 27. September 1975 in Calgary, Alberta, Kanada) ist eine schottische Politikerin kanadischer Herkunft und Mitglied sowie Co-Vorsitzende der Scottish Green Party.

## Leben
Lorna Slater wurde in der Stadt Calgary in der kanadischen Provinz Alberta geboren. Sie erwarb ihr Double-Degree an der University of British Columbia. Nach ihrem Umzug nach Schottland war Slater als Ingenieurin im Bereich der Erneuerbaren Energien und als Projektleiterin tätig. Im Jahr 2018 war sie eine von drei Frauen aus Schottland, die einen Platz im internationalen Forschungsprogramm Homeward Bound erhielten. Dazu gehörte eine Reise in die Antarktis im folgenden Jahr, wo sie die Auswirkungen des Klimawandels untersuchte.

## Politische Tätigkeit
Seit dem 1. August 2019 hat sie zusammen mit Patrick Harvie den Vorsitz der Scottish Green Party inne.
Bei der Parlamentswahl in Schottland 2021 gewann sie ein Mandat in der Region Lothian.